# Jigme Singye Wangchuck
Jigme Singye Wangchuck (en dzongkha: འཇིགས་མེད་སེང་གེ་དབང་ཕྱུག་; Timbu, 11 de noviembre de 1955) fue Rey Dragón (Druk Gyalpo) de Bután desde el 24 de julio de 1972, hasta su abdicación en 2006. Fue el cuarto monarca de la dinastía Wangchuck, y el más joven del mundo al momento de su ascenso al trono. Es el padre del actual rey Jigme Khesar Namgyel.
Continuó la política de su padre encaminada a modernizar el pequeño país himaláyico conservando al mismo tiempo la cultura tradicional. En 1981 promulgó la "Driglam Namzha" que obligaba a los habitantes del país a llevar el traje tradicional y a aprender el lenguaje nacional en las escuelas. En 1998 redujo los poderes absolutos de la monarquía y tuvo que gobernar de acuerdo con el gobierno.

## Primeros años y educación
Jigme Singye Wangchuck nació en el palacio de Dechencholing de Timbu, como hijo del rey Jigme Dorji Wangchuck y su esposa, Ashi Kesang Choden. Comenzó su educación en la residencia real impartida por profesores particulares a la edad de seis años. Luego se matriculó en el internado católico St. Joseph's School localizado en Darjeeling, India. Entre 1964 y 1969 asistió a Heatherdown School en Ascot, Inglaterra. De vuelta en Bután, asistió a la Academia Ugyen Wangchuck en Paro, que se estableció en 1970.

## Príncipe heredero
Mientras era Druk Gyalsey (príncipe dragón) 1971, fue designado por su padre, presidente de la Comisión Nacional de Planificación, puesto en el cargo se ocupaba de la planificación y coordinación del plan de desarrollo planes quinquenales. Al año siguiente, el 16 de junio de 1972, fue nombrado Penlop de Trongsa, siéndole otorgado la Kabney azafrán.

## Matrimonio y descendencia
Jigme Singye Wangchuck contrajo matrimonio de forma privada en 1979, pero una ceremonia pública se llevó a cabo Punakha Dzong el 31 de octubre de 1988. Cada una de las cuatro esposas: Dorji Wangmo, Tshering Pem, Tshering Yangdon y Sangay Choden –todas hermanas entre sí, e hijas de Dasho Yab Ugyen Dorji, descendiente de antiguos gobernantes del país– recibió el título de Druk Gyaltsuen (reina dragón).
Con sus cuatro esposas, el Rey Dragón tiene un total de cinco hijos y cinco hijas:
- Dorji Wangmo (n. 1955)
  - Ashi Sonam Dechen Wangchuck (n. 1981)
  - Dasho Jigyel Ugyen Wangchuck (n. 1984)
- Tshering Pem (n. 1957)
  - Ashi Chimi Yangzom Wangchuck (n. 1980)
  - Ashi Kesang Choden Wangchuck (n. 1982)
  - Dasho Ugyen Jigme Wangchuck (n. 1994)
- Tshering Yangdon (n. 1959)
  - SM Jigme Khesar Namgyel Wangchuck (n. 1980)
  - Ashi Dechen Yangzom Wangchuck (n. 1981)
  - Gyaltshab Jigme Dorji Wangchuck (n. 1986)
- Sangay Choden (n. 1963)
  - Dasho Khamsum Singye Wangchuck (n.1985)
  - Ashi Euphelma Choden Wangchuck (n. 1993)

## Distinciones honoríficas

### Distinciones honoríficas butanesas
- Soberano Gran maestre de la Real Orden de Bután (24/07/1972).
- Soberano Gran maestre (y refundador) de la Orden del Poder del Dragón Trueno (29/09/1985).
- Soberano Gran Maestre (y fundador) de la Orden del Victorioso Dragón Trueno (17/12/1991).[1]
- Real Kabney Azafrán (16/06/1972).
- Medalla conmemorativa de la coronación del rey Jigme Khesar (06/11/2008).[1]
- Medalla conmemorativa del centenario de la monarquía (06/11/2008).[10]

### Distinciones honoríficas extranjeras
- Caballero gran collar de la Suprema Orden del Crisantemo (Imperio de Japón, 16/03/1987).[11][12]
- Miembro de la Orden de Ojaswi Rajanya (Reino de Nepal, 05/10/1988).
- Caballero gran collar de la Orden de Khalifa (Reino de Baréin, 1990).
- Collar de la Orden de Mubarak el Grande (Estado de Kuwait, 1990).
- Caballero de la Real Orden de los Serafines (Reino de Suecia, 1994).

## Títulos y tratamientos
| ● 11 de noviembre de 1955-15 de mayo de 1952:  | Su alteza real el príncipe Jigme Singye Wangchuck               |
| ● 15 de mayo de 1952-15 de julio de 1972:      | Su alteza real Jigme Singye Wangchuck, príncipe dragón de Bután |
| ● 15 de julio de 1972-14 de diciembre de 2006: | Su majestad el rey Jigme Singye de Bután                        |
| ● 14 de diciembre de 2006-presente:            | Su majestad el rey padre Jigme Singye                           |

## Ancestros
|  |                                                                    |  |  |  |  |  |  |  |  |  |  |  |  |  |  |  |
|  | 16. Jigme Namgyal, X Penlop de Trongsa y XLVIII Druk Desi de Bután |  |  |  |  |  |  |  |  |  |  |  |  |  |  |  |
|  |                                                                    |  |  |  |  |  |  |  |  |  |  |  |  |  |  |  |
|  |                                                                    |  |  |  |  |  |  |  |  |  |  |  |  |  |  |  |
|  | 8. Ugyen Wangchuck, I Rey Dragón de Bután                          |  |  |  |  |  |  |  |  |  |  |  |  |  |  |  |
|  |                                                                    |  |  |  |  |  |  |  |  |  |  |  |  |  |  |  |
|  |                                                                    |  |  |  |  |  |  |  |  |  |  |  |  |  |  |  |
|  | 17. Pema Choki                                                     |  |  |  |  |  |  |  |  |  |  |  |  |  |  |  |
|  |                                                                    |  |  |  |  |  |  |  |  |  |  |  |  |  |  |  |
|  |                                                                    |  |  |  |  |  |  |  |  |  |  |  |  |  |  |  |
|  | 4. Jigme Wangchuck, II Rey Dragón de Bután                         |  |  |  |  |  |  |  |  |  |  |  |  |  |  |  |
|  |                                                                    |  |  |  |  |  |  |  |  |  |  |  |  |  |  |  |
|  |                                                                    |  |  |  |  |  |  |  |  |  |  |  |  |  |  |  |
|  | 18. Kunzang Thinley, Dzongpon de Timbu                             |  |  |  |  |  |  |  |  |  |  |  |  |  |  |  |
|  |                                                                    |  |  |  |  |  |  |  |  |  |  |  |  |  |  |  |
|  |                                                                    |  |  |  |  |  |  |  |  |  |  |  |  |  |  |  |
|  | 9. Tsundue Pema Lhamo                                              |  |  |  |  |  |  |  |  |  |  |  |  |  |  |  |
|  |                                                                    |  |  |  |  |  |  |  |  |  |  |  |  |  |  |  |
|  |                                                                    |  |  |  |  |  |  |  |  |  |  |  |  |  |  |  |
|  | 19. Sangay Drolma                                                  |  |  |  |  |  |  |  |  |  |  |  |  |  |  |  |
|  |                                                                    |  |  |  |  |  |  |  |  |  |  |  |  |  |  |  |
|  |                                                                    |  |  |  |  |  |  |  |  |  |  |  |  |  |  |  |
|  | 2. Jigme Dorji Wangchuck, III Rey Dragón de Bután                  |  |  |  |  |  |  |  |  |  |  |  |  |  |  |  |
|  |                                                                    |  |  |  |  |  |  |  |  |  |  |  |  |  |  |  |
|  |                                                                    |  |  |  |  |  |  |  |  |  |  |  |  |  |  |  |
|  | 20. Lamala                                                         |  |  |  |  |  |  |  |  |  |  |  |  |  |  |  |
|  |                                                                    |  |  |  |  |  |  |  |  |  |  |  |  |  |  |  |
|  |                                                                    |  |  |  |  |  |  |  |  |  |  |  |  |  |  |  |
|  | 10. Jamyang, Chumed Zhalgno                                        |  |  |  |  |  |  |  |  |  |  |  |  |  |  |  |
|  |                                                                    |  |  |  |  |  |  |  |  |  |  |  |  |  |  |  |
|  |                                                                    |  |  |  |  |  |  |  |  |  |  |  |  |  |  |  |
|  | 21. Kunzang Lhamo                                                  |  |  |  |  |  |  |  |  |  |  |  |  |  |  |  |
|  |                                                                    |  |  |  |  |  |  |  |  |  |  |  |  |  |  |  |
|  |                                                                    |  |  |  |  |  |  |  |  |  |  |  |  |  |  |  |
|  | 5. Phuntsho Choden                                                 |  |  |  |  |  |  |  |  |  |  |  |  |  |  |  |
|  |                                                                    |  |  |  |  |  |  |  |  |  |  |  |  |  |  |  |
|  |                                                                    |  |  |  |  |  |  |  |  |  |  |  |  |  |  |  |
|  | 22. Chimi Dorji, Dzongpon de Timbu                                 |  |  |  |  |  |  |  |  |  |  |  |  |  |  |  |
|  |                                                                    |  |  |  |  |  |  |  |  |  |  |  |  |  |  |  |
|  |                                                                    |  |  |  |  |  |  |  |  |  |  |  |  |  |  |  |
|  | 11. Decho Dorji                                                    |  |  |  |  |  |  |  |  |  |  |  |  |  |  |  |
|  |                                                                    |  |  |  |  |  |  |  |  |  |  |  |  |  |  |  |
|  |                                                                    |  |  |  |  |  |  |  |  |  |  |  |  |  |  |  |
|  | 23. Yeshay Choden                                                  |  |  |  |  |  |  |  |  |  |  |  |  |  |  |  |
|  |                                                                    |  |  |  |  |  |  |  |  |  |  |  |  |  |  |  |
|  |                                                                    |  |  |  |  |  |  |  |  |  |  |  |  |  |  |  |
|  | 1. Jigme Singye Wangchuck, IV Rey Dragón de Bután                  |  |  |  |  |  |  |  |  |  |  |  |  |  |  |  |
|  |                                                                    |  |  |  |  |  |  |  |  |  |  |  |  |  |  |  |
|  |                                                                    |  |  |  |  |  |  |  |  |  |  |  |  |  |  |  |
|  | 24. Sherpa Puchung, Dzongpon                                       |  |  |  |  |  |  |  |  |  |  |  |  |  |  |  |
|  |                                                                    |  |  |  |  |  |  |  |  |  |  |  |  |  |  |  |
|  |                                                                    |  |  |  |  |  |  |  |  |  |  |  |  |  |  |  |
|  | 12. Rajá Ugyen Dorji                                               |  |  |  |  |  |  |  |  |  |  |  |  |  |  |  |
|  |                                                                    |  |  |  |  |  |  |  |  |  |  |  |  |  |  |  |
|  |                                                                    |  |  |  |  |  |  |  |  |  |  |  |  |  |  |  |
|  | 25. Tsherim, una dama de Tsento, Paro                              |  |  |  |  |  |  |  |  |  |  |  |  |  |  |  |
|  |                                                                    |  |  |  |  |  |  |  |  |  |  |  |  |  |  |  |
|  |                                                                    |  |  |  |  |  |  |  |  |  |  |  |  |  |  |  |
|  | 6. Rajá Sonam Tobgye Dorji                                         |  |  |  |  |  |  |  |  |  |  |  |  |  |  |  |
|  |                                                                    |  |  |  |  |  |  |  |  |  |  |  |  |  |  |  |
|  |                                                                    |  |  |  |  |  |  |  |  |  |  |  |  |  |  |  |
|  | 3. Kesang Choden                                                   |  |  |  |  |  |  |  |  |  |  |  |  |  |  |  |
|  |                                                                    |  |  |  |  |  |  |  |  |  |  |  |  |  |  |  |
|  |                                                                    |  |  |  |  |  |  |  |  |  |  |  |  |  |  |  |
|  | 28. Tsugphud Namgyal, VII Maharajá de Sikkim                       |  |  |  |  |  |  |  |  |  |  |  |  |  |  |  |
|  |                                                                    |  |  |  |  |  |  |  |  |  |  |  |  |  |  |  |
|  |                                                                    |  |  |  |  |  |  |  |  |  |  |  |  |  |  |  |
|  | 14. Sir Thutob Namgyal, IX Maharajá de Sikkim                      |  |  |  |  |  |  |  |  |  |  |  |  |  |  |  |
|  |                                                                    |  |  |  |  |  |  |  |  |  |  |  |  |  |  |  |
|  |                                                                    |  |  |  |  |  |  |  |  |  |  |  |  |  |  |  |
|  | 29. Maharaní Menchi                                                |  |  |  |  |  |  |  |  |  |  |  |  |  |  |  |
|  |                                                                    |  |  |  |  |  |  |  |  |  |  |  |  |  |  |  |
|  |                                                                    |  |  |  |  |  |  |  |  |  |  |  |  |  |  |  |
|  | 7. Raní Mayum Chonying Wangmo Dorji                                |  |  |  |  |  |  |  |  |  |  |  |  |  |  |  |
|  |                                                                    |  |  |  |  |  |  |  |  |  |  |  |  |  |  |  |
|  |                                                                    |  |  |  |  |  |  |  |  |  |  |  |  |  |  |  |
|  | 30. Shiafe Uthok, de la Casa Lhading de Lhasa                      |  |  |  |  |  |  |  |  |  |  |  |  |  |  |  |
|  |                                                                    |  |  |  |  |  |  |  |  |  |  |  |  |  |  |  |
|  |                                                                    |  |  |  |  |  |  |  |  |  |  |  |  |  |  |  |
|  | 15. Yeshay Dolma                                                   |  |  |  |  |  |  |  |  |  |  |  |  |  |  |  |
|  |                                                                    |  |  |  |  |  |  |  |  |  |  |  |  |  |  |  |
|  |                                                                    |  |  |  |  |  |  |  |  |  |  |  |  |  |  |  |